# Nicodemismo
El nicodemismo es la práctica de la disimulación religiosa. Se distinguen dos acepciones del término: una estricta, la del nicodemismo histórico, como fenómeno de los siglos XVI y XVII, vinculado a la Reforma y la Contrarreforma, y la del nicodemismo en sentido amplio, que designaría toda forma de disimulación religiosa en términos de persecución o censura. En esta última acepción, nicodemismo y disimulación vendrían a ser casi sinónimos y, de hecho, lo son en numerosos contextos de la investigación histórica actual.
El término fue acuñado por Calvino, quien lo utilizó para designar a los protestantes que, para evitar la persecución religiosa, aparentaban un estricto catolicismo público. También se acuñó la palabra nicodemitas. La palabra deriva de Nicodemo, un fariseo que, según el Evangelio de San Juan (3, 1-21), acudía a escondidas, por las noches, a escuchar a Jesús, aunque simulaba respetar estrictamente los preceptos judíos durante el día. El nicodemismo se aplicaba, pues, a una suerte de discípulos ocultos, pero siempre de forma censoria; el propio Calvino condenó a quienes preferían la máscara católica al testimonio de la verdadera fe, aunque tal testimonio condujera al martirio.
La generalización del término pudo deberse al libro de Carlo Ginzburg, Simulazione e dissimulazione religiosa nell'Europa del Cincquecento, publicado en Italia en los años setenta del siglo XX.